# Los desayunos de TVE
Los desayunos de TVE és un programa de televisió que s'emet en La 1 de Televisió Espanyola des del 8 de gener de 1994, de dilluns a divendres, en horari matinal.

## Format
Los desayunos de TVE consisteix en una tertúlia de contingut polític entre els periodistes presents en el plató, en la qual es comenten els temes polítics, econòmics i socials més rellevants del dia. Posteriorment es desenvolupa una entrevista realitzada per la presentadora del programa, acompanyada de periodistes, a un personatge de rellevància especialment política, però també social, cultural, econòmica, artística, esportiva o mediàtica.
El programa no s'emet el mes d'agost.

## Història

### 1994 - 1996
En una primera etapa es va emetre sota el títol de Los desayunos de Radio 1, ja que es difonia simultàniament per TVE i per Ràdio Nacional d'Espanya com a part integrant de l'espai Las Mañanas de Radio 1, conduïda per Julio César Iglesias. Només a partir de 1997 va adoptar el seu títol definitiu. Iglesias era l'encarregat de conduir les entrevistes, acompanyat sempre pels periodistes Diego Carcedo, director en aquell temps d'RNE, i Antonio San José.

### 1996 - 2004
El 1996, després del nomenament de Ernesto Sáenz de Buruaga com a cap dels Serveis Informatius de TVE, tant Carcedo com San José van abandonar RNE i, per tant, el programa. El trio d'entrevistadors passa llavors a estar format per Iglesias, Alejo García i Javier González Ferrari, nou director d'RNE, que passaria a ser el principal responsable del programa. Tan sols un any després, Carlos Dávila i Isabel San Sebastián, alternativament, ocupaven el lloc d'Alejo García.
Després del nomenament de González Ferrari com a cap dels Serveis Informatius de TVE, va ser el periodista gallec Luis Mariñas qui - des de gener de 1999 - es va fer càrrec de la presentació del programa, en el qual va romandre durant sis temporades fins a 2004. Durant aquesta etapa el programa va comptar entre els seus col·laboradors amb Juancho Armas Marcelo, Consuelo Sánchez Vicente, Carlos Dávila, Isabel Durán, Esther Esteban, Curri Valenzuela, Charo Zarzalejos o Fernando Jáuregui.

### 2004 - 2011
El juliol de 2004, després del nomenament de Fran Llorente com a cap dels Serveis Informatius de TVE, Mariñas va ser destituït del seu càrrec, sent substituït al capdavant de Los desayunos de TVE per la periodista Pepa Bueno, amb la subdirecció de José Ribagorda (fins a 2006) i després amb Félix Millán de (2006 a 2009). Bueno ha estat acompanyada davant les càmeres per periodistes com Enric Sopena, Juan José Millás, Charo Zarzalejos, Esther Jaén, Lucía Méndez, Ignacio Escolar, Anabel Díez o Victoria Prego.
Entre setembre de 2009 i juliol de 2012 la presentació del programa va ser assumida per la periodista Ana Pastor. Pastor ha estat acompanyada davant les càmeres per periodistes com Jesús Maraña, Miguel Ángel Liso, Antón Losada, Joaquín Estefanía, Nativel Preciado, Fernando Berlín, Ignacio Escolar o Anabel Díez.

### 2011 - 2018
L'agost de 2012, després del nomenament de Julio Somoano com a cap dels Serveis Informatius de TVE, la presentadora de "Los Desayunos" va ser rellevada. El 21 d'agost es va anunciar la seva substitució per María Casado. María Casado ha estat acompanyada davant les càmeres per periodistes com Juan Pablo Colmenarejo, Bieito Rubido, Graciano Palomo, Edurne Uriarte, Pilar Gómez, Arsenio Escolar, Charo Zarzalejos o Curri Valenzuela.
A partir de setembre de 2016, María Casado posa fi al seu lloc com a presentadora dels desdejunis després de quatre anys presentant-lo per passar a presentar la nova temporada de La mañana; va ser substituïda pel periodista i exdirector i expresentador de La noche en 24 horas, Sergio Martin.

### 2018 - present
Des del 3 de setembre de 2018, el periodista Xabier Fortes dirigeix i presenta el programa en substitució de Sergio Martín. A més, des d'aquest mateix dia s'afegeix una segona part del programa denominada Más desayunos, que comença a les 12.30 (després del magazín La mañana) i consisteix en un debat polític que té una durada de cinquanta-cinc minuts. Aquesta segona part del format desapareix de la primera cadena pública després de les seves discretes dades d'audiència, emetent el seu últim programa el 21 de desembre del mateix any, encara que es manté el clàssic format matinal.

## Tertulians
Per ordre alfabètic:
- Agustín Valladolid 
  - (Analista polític)
- Anabel Díez
  - (El País)
- Ángel Expósito
  - (COPE)
- Antonio Casado 
  - (El Confidencial)
- Antonio Hernández Rodicio 
  - (Director d'esdeveniments de PRISA)
- Antonio Maestre 
  - (enmarea.com)
- Antonio Papell
  - (El Correo)
- Alejandra Clements 
  - (La Razón)
- Arsenio Escolar
  - (Periodista)
- Bieito Rubido
  - (ABC)
- Carmen Del Riego 
  - (La Vanguardia)
- Carmen Remírez de Ganuza 
  - (El Mundo)
- Carmelo Encinas
  - (20 minutos)
- Carlos E. Cué
  - (El País)
- Cristina de la Hoz 
  - (El Independiente)
- David Jiménez 
  - (Analista polític)
- Elsa García de Blas 
  - (El País)
- Enric Juliana
  - (La Vanguardia)
- Esther Jaén 
  - (Cuarto Poder)
- Fátima Iglesias
  - (Analista política)
- Gemma Robles
  - (El Periódico)
- Ignacio Camacho
  - (ABC)
- Inmaculada Sánchez
  - (El Siglo)
- Iolanda Mármol
  - (El Periódico)
- Javier Ayuso
  - (Analista polític)
- Javier García Vila
  - (Europa Press)
- Javier Casqueiro
  - (El País)
- Jesús Maraña
  - (Director d'Infolibre)
- José Manuel González Huesa 
  - (Servimedia)
- José María Brunet
  - (La Vanguardia)
- José María Calleja 
  - (Analista polític)
- Jordi Juan 
  - (La Vanguardia)
- José María Crespo
  - (Público)
- Juan Cruz
  - (El País)
- Juanma Lamet 
  - (Expansión)
- Julio César Herrero 
  - (Analista polític)
- Ketty Garat 
  - (Libertad Digital i esRadio)
- Leonor Mayor 
  - (La Vanguardia)
- Lucía Méndez 
  - (El Mundo)
- Luis R. Aizpeolea
  - (Analista polític)
- Manuel Jabois 
  - (El País)
- Manuel Marín 
  - (ABC)
- Marisa Cruz 
  - (El Mundo)
- Marta Gómez Montero 
  - (Analista política)
- May Mariño 
  - (Servimedia)
- Mayte Alcaraz 
  - (Analista política)
- Miguel Ángel Liso 
  - (Europa Press)
- Nativel Preciado
  - (Periodista i escriptora)
- Nieves Goicoechea 
  - (Sociedad Española de Radiodifusión)
- Olga Grau
  - (El Periódico)
- Pedro García Cuartango
  - (Periodista)
- Pedro J. Ramírez
  - (Director d'El Español.com)
- Pedro Narváez
  - La Razón
- Rafa López 
  - (Analista polític)
- Rafael Rubio
  - (Analista polític)
- Raquel Álvarez
  - (El Plural)
- Victoria Lafora 
  - (Periodista)
- Virginia Pérez Mayoral 
  - (Adjunt de direcció de Público)
- Yolanda Gómez
  - (ABC)

## Personatges convidats

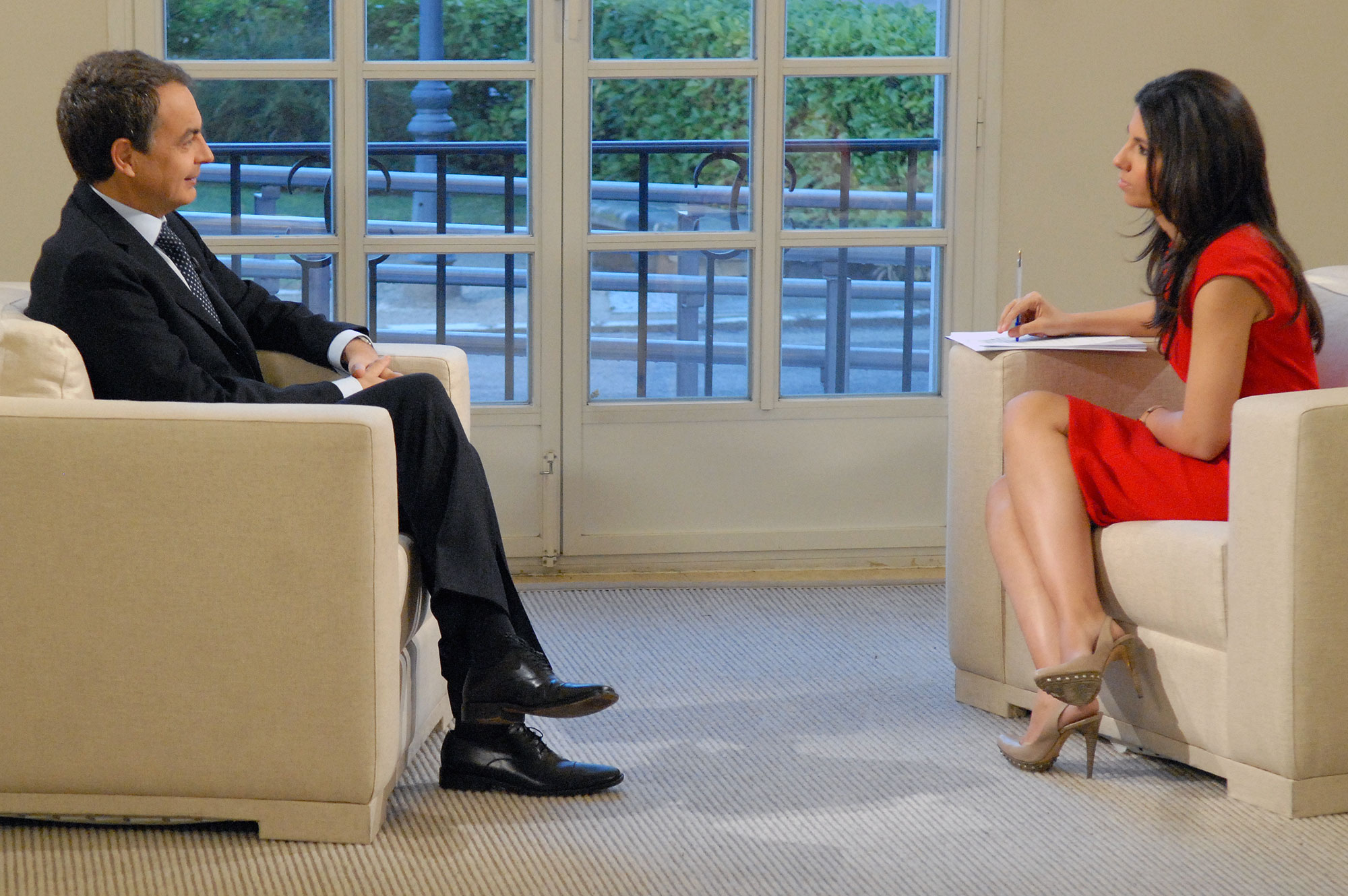
Ana Pastor entrevistant el president del Govern, Rodríguez Zapatero, en el palau de la Moncloa, el gener de 2011.

Entre els entrevistats, figuren - en primer terme - els tres Presidents del Govern que ha tingut Espanya des que l'espai va començar les seves edicions: Felipe González, José María Aznar i José Luis Rodríguez Zapatero. Els tres han acudit al programa, almenys una vegada, durant els seus respectius mandats. Igualment, els respectius líders de l'oposició, com Mariano Rajoy o Alfredo Pérez Rubalcaba.
Així mateix ho han fet gairebé tots els Ministres que hi ha hagut a Espanya en els últims quinze anys i altres figures de la vida política i social, espanyola i estrangera. Per citar només alguns noms:
- Ministres: Soraya Sáenz de Santamaría, María Teresa Fernández de la Vega, Elena Salgado, Alberto Ruiz-Gallardón, Trinidad Jiménez, Jesús Caldera, Carme Chacón, José Bono, Alfredo Pérez Rubalcaba, Carmen Calvo, Juan Fernando López Aguilar, Rodrigo Rato, Javier Arenas, Eduardo Zaplana, Ángel Acebes, Ana Palacio, Federico Trillo, José Manuel García-Margallo, Alfonso Guerra, Narcís Serra, Javier Solana, Carmen Alborch, etc.
- Presidents autonòmics: Pasqual Maragall, Manuel Chaves, Manuel Fraga, Juan José Ibarretxe, Esperanza Aguirre, Luisa Fernanda Rudi, Jordi Pujol, Francisco Álvarez-Cascos, María Dolores de Cospedal, José Antonio Monago, Alberto Núñez Feijóo, etc.
- Altres figures polítiques de relleu: Santiago Carrillo, Gaspar Llamazares, Julio Anguita, Carlos Floriano, Josep Antoni Duran i Lleida, Esteban González Pons, Rafael Simancas, Pablo Castellano, Rosa Aguilar.
- Líders estrangers: Margaret Thatcher, Gerry Adams, Emma Bonino, Jorge Sampaio, Tony Blair, Michelle Bachelet, Mahmud Ahmadineyad, Rafael Correa, Viviane Reding, etc.
- Escriptors: Antonio Gala, Antonio Muñoz Molina, Dominique Lapierre, Elvira Lindo, Terenci Moix, etc.
- Artistes: Javier Bardem, Paz Vega, Imanol Arias, Ana Duato, Juanes, Miguel Bosé, Manuel Alexandre, etc.

## Directors
- Julio César Iglesias (1994-1996)
- Javier González Ferrari (1996-1999)
- Luis Mariñas (1999-2004)
- Pepa Bueno (2004-2009)
- Ana Pastor (2009-2012)
- Juanma Romero (2012)
- Ignacio García Mostazo (2012-2016)
- Sergio Martín (2016-2018)
- Xabier Fortes (2018-present)

## Presentadors
- Julio César Iglesias (1994-1996)
- Javier González Ferrari (1996-1999)
- Luis Mariñas (1999-2004)
- Pepa Bueno (2004-2009)
- Ana Pastor (2009-2012)
- María Casado (2012-2016)
- Sergio Martín (2016-2018)
- Xabier Fortes (2018-present)